# Монтекио Прекалчино (Виченца)
Монтекио Прекалчино је насеље у Италији у округу Виченца, региону Венето.
Према процени из 2011. у насељу је живело 1019 становника. Насеље се налази на надморској висини од 80 м.